# Tondeluna
Tondeluna es una aldea enclavada dentro de la "Cuadrilla de Arrupia" del municipio de Ojacastro en La Rioja (España), en la comarca de Ezcaray.

## Geografía
Está situada bajo los Montes de Ayago, en la zona nororiental de la sierra de la Demanda, enclavada en el tramo alto del valle de Batastarra afluente del río Oja por su margen izquierda, a unos 996 m s. n. m.. Se encuentra al fondo del valle, subiendo desde la carretera LR-111 que une Santo Domingo con Ezcaray por el camino de Arviza, y atravesando esta aldea, se continúan 2 km hasta alcanzar la localidad.

## Demografía
La aldea de Tondeluna debido a su localización, a las malas infraestructuras de comunicación y la pobre economía de subsistencia con la que vivían sus habitantes, llegó a despoblarse durante los años 70 del siglo XX al igual que otras aldeas de la comarca del alto Oja. Su repoblación se produjo a principios de los años 90, tras veinte años de abandono.
Tondeluna contaba a 1 de enero de 2010 con una población de 3 habitantes, 1 hombre y 2 mujeres.
| Gráfica de evolución demográfica de Tondeluna entre 2000 y 2020                                  |
|                                                                                                  |
| Población de derecho (2000-2010) según los censos de población del INE a 1 de enero de cada año. |

## Industria
En la localidad se fabrica de una forma artesanal el Queso Tondeluna, considerado como uno de los mejores quesos de cabra de La Rioja.

## Galería de imágenes

Vistas de Tondeluna
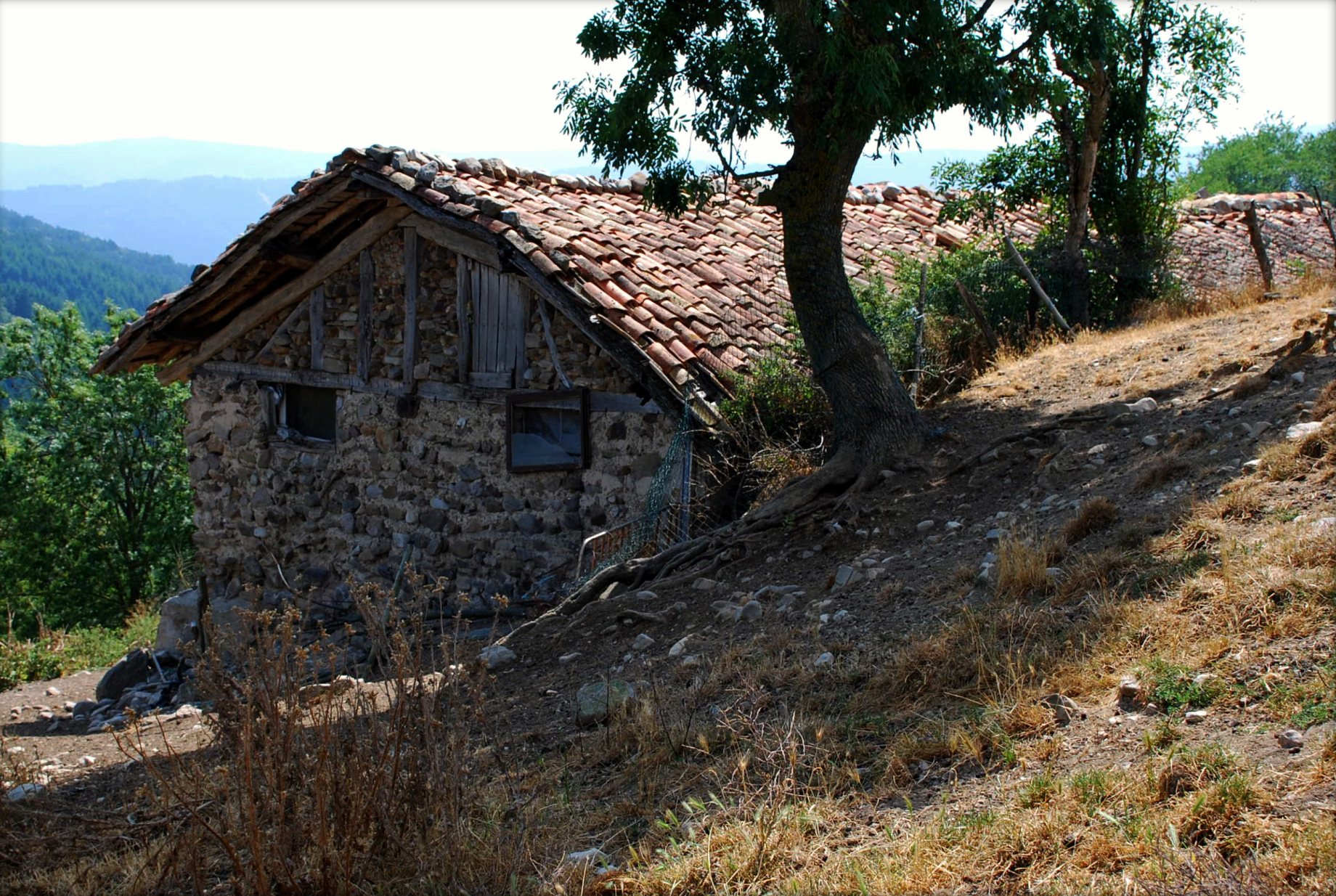
Corrales.
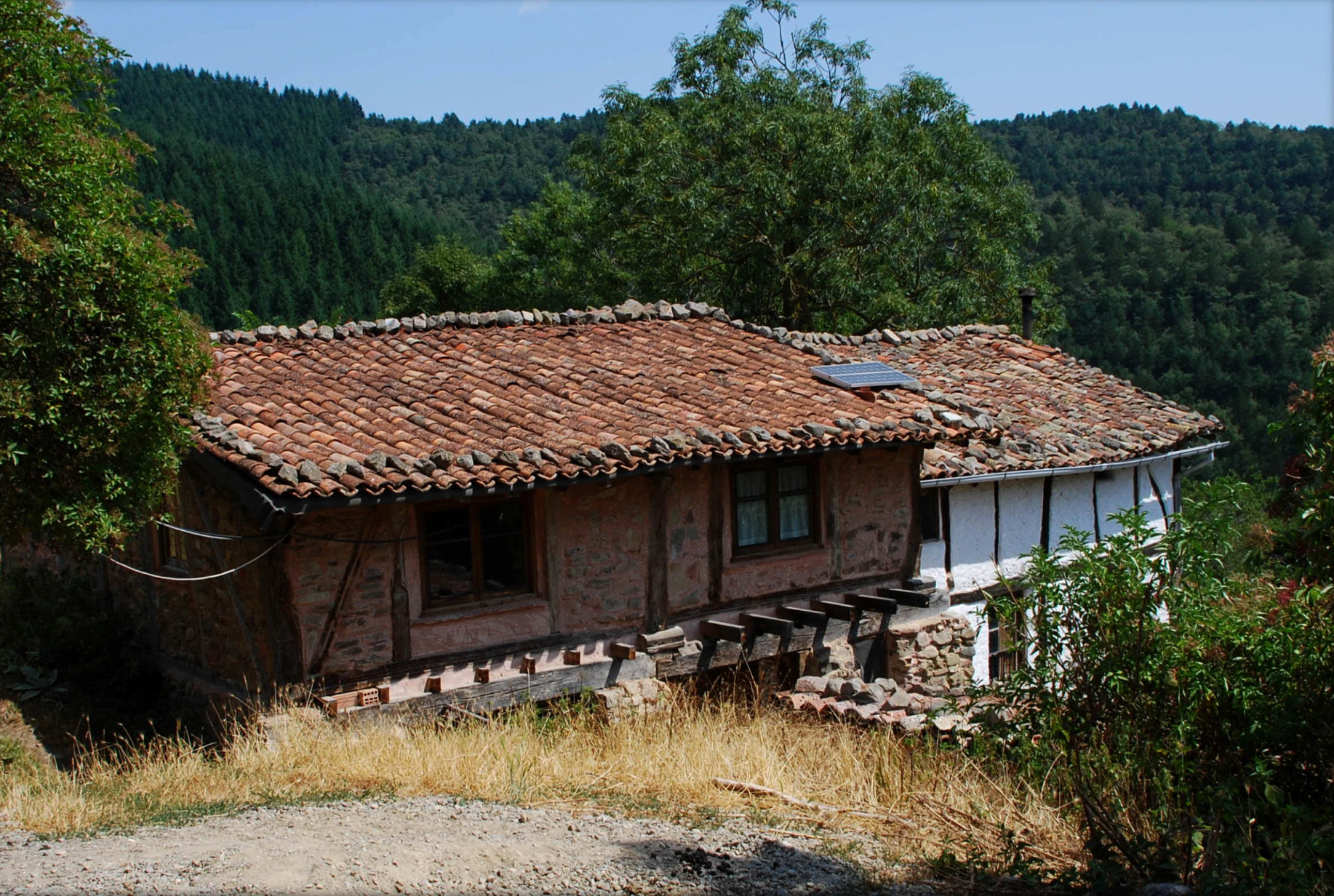
Casas de Tondeluna.